# Protoncideres primus
Protoncideres primus là một loài bọ cánh cứng trong họ Cerambycidae.